# Ezzedine Sebai
Ezzedine Sebai (Qayrawan, 15 ottobre 1964 – Padova, 15 dicembre 2012) è stato un criminale e serial killer tunisino, colpevole dell'omicidio di almeno 8 donne anziane in Puglia negli anni '90. Si è più volte autoaccusato di aver ucciso altre sette volte, e nel caso fosse la verità si tratterebbe del secondo serial killer più prolifico (15 vittime) ad aver agito sul territorio italiano dopo Donato Bilancia e il mostro di Bargagli.

## Biografia

### Gioventù
Sebai nasce a Qayrawan, secondo di otto figli, e vive in Tunisia tutta la sua infanzia. Già a 18 anni maturò l'idea di emigrare in Italia, poiché la Tunisia non gli piaceva e si sentiva come una "persona indesiderata" in un contesto da lui definito violento e pieno di ingiustizie. 
La sua infanzia fu difficile e Sebai subì molti maltrattamenti fisici, soprattutto dalla madre e dalle sue amiche. Da questi episodi di violenza sviluppò un profondo odio verso le donne. Veniva costretto dal padre a svegliarsi durante la notte per imparare il Corano, e se non lo sapeva recitare e memoria veniva picchiato dal padre e dall'Imam del paese.
Sebai iniziò a fumare e a bere già in tenera età, e per nascondersi dalla violenza dei genitori spesso dormiva sotto i ponti: per questo motivo viene spesso arrestato dalla polizia tunisina. Nel luglio 1988, a 23 anni, arriva clandestinamente in Italia trovando lavoro come bracciante agricolo a Cerignola. Negli anni successivi si sposta a Merano, mantenendosi con modesti lavori ma cominciando a finire spesso in prigione per diversi episodi di violenza sessuale. Per uno di questi, nel dicembre 1990, nei suoi confronti viene emesso un decreto di espulsione ed è costretto a tornare a Cerignola. Nel gennaio 1993 viene arrestato dai carabinieri del Nucleo operativo di Bari per rapina ad un sacerdote: condannato ad un anno e 11 mesi di reclusione, viene scarcerato per la sospensione condizionale della pena. 
Da lì si sposta a Pescara, dove viene fermato dalle autorità per altre quattro volte. Nel 1996 prende la residenza a Cerignola, acquistando una piccola casa nel marzo dell'anno successivo.

### Gli omicidi e le vittime
Dal gennaio 1994 in poi, Sebai iniziò ad aggredire ed uccidere donne anziane che abitavano da sole nei bassi (case ad un solo piano con la porta che dà sulla strada) nelle zone intorno a Foggia, Taranto e Lucera, diffondendo il panico in tutta la regione. Il 25 aprile 1996, a Lucera, Sebai uccise Celeste Madonna: entrò in casa sua, ma la donna cominciò ad urlare dalla paura appena lo vide. Per farla tacere, Sebai la colpì alla gola un coltello a serramanico. Secondo la sua testimonianza, agiva in quanto le donne anziane che strillavano gli ricordavano di sua madre e delle altre donne tunisine che lo picchiavano da piccolo. Sebai continuò ad uccidere sempre con lo stesso modus operandi, arrivando ad autoaccusarsi di tutti e 15 gli omicidi ai danni di donne anziane avvenute in Puglia e in Basilicata in quei tre anni. La giustizia riconobbe Sebai colpevole per i seguenti omicidi:
- Celeste Madonna, 81 anni, uccisa a Lucera il 25 aprile 1996
- Giuseppina Garbetta, 71 anni, uccisa a San Ferdinando di Puglia il 29 maggio 1996
- Maria Totaro, 73 anni, uccisa a Cerignola il 15 gennaio 1997
- Anna Maria Stella, 69 anni, uccisa a Trinitapoli il 1° maggio 1997
- Maria Valente, 83 anni, uccisa a Palagiano il 29 luglio 1997
- Rosa Lapiscopia, 90 anni, uccisa a Laterza il 21 agosto 1997
- Angela Sansone, 84 anni, uccisa a Spinazzola il 27 agosto 1997

Il pomeriggio del 10 febbraio 2006, avvalendosi dell'avvocato d'ufficio Luciano Faraon, Sebai rilasciò dichiarazioni spontanee e si dichiarò colpevole anche della morte delle seguenti donne: 
- Petronilla Vernetti, 83 anni, uccisa a Melfi l'8 luglio 1995
- Celeste Commessatti, 83 anni, uccisa a Palagiano il 13 agosto 1995. Per questo omicidio erano stati condannati Davide Nardelli, Giuseppe Tinelli e Vincenzo Donvito. Quest'ultimo è morto suicida in carcere il 21 luglio 2005, fu la sua morte a indurre Sebai a confessare.
- Grazia Montemurro, 76 anni, uccisa a Massafra il 5 aprile 1997. Per questo omicidio il nipote della vittima, Cosimo Montemurro, è stato ritenuto colpevole e condannato a 18 anni di reclusione.
- Santa Leone, 82 anni, uccisa a Canosa di Puglia il 9 maggio 1997
- Pasqua Ludovico, 86 anni, uccisa a Castellaneta il 14 maggio 1997. Per questo omicidio erano stati condannati Vincenzo Faiuolo e Francesco Orlandi, rei confessi, tuttavia ad oggi Faiuolo si professa innocente[3].
- Anna Stano, 85 anni, uccisa a Ginosa il 10 agosto 1997

Per questi delitti, tuttavia, vennero archiviate le indagini nei confronti di Sebai poiché altre persone erano già state arrestate. L'unica superstite alla furia omicida di Sebai è stata Assunta Aprile, aggredita a Foggia il 12 gennaio 1994 e sopravvissuta.
Le prove ad inchiodare Sebai furono gli oggetti personali delle vittime rinvenuti nella sua casa durante la perquisizione delle autorità (tra cui un orologio da polso appartenente ad Angela Sansone e vari gioielli di Maria Totaro) e le tracce di DNA trovate sul luogo del crimine, tra cui impronte digitali su una cicca di sigaretta presente nella casa di Anna Maria Stella.

### L'arresto
Nel primo pomeriggio del 15 settembre 1997, Sebai fece irruzione nella casa della 75enne Lucia Nico a Palagianello. Cominciò a frugare nei cassetti in cerca di denaro, ma quando arrivò la Nico e cercò di mandarlo via Sebai la uccise con cinque coltellate alla gola. Terminato l'omicidio, mise a soqquadro l'abitazione per simulare una rapina finita male e si cambiò i vestiti sporchi di sangue. Venne però visto da Rosa D'Alo', una bambina di otto anni che si era recata a casa della vittima per aiutarla nelle faccende domestiche. Una volta notata la bambina, arrivata ad omicidio già compiuto, Sebai le disse di andare via e chiuse la porta. Rosa andò ad informare la zia di quanto successo e in poco tempo fu rinvenuto il cadavere di Lucia Nico. La polizia, allertata, si recò sul posto e riuscì ad arrestare Sebai dopo un breve inseguimento terminato alla stazione di Palagianello.

### Il processo
Il processo contro Ezzedine Sebai, tenutosi alla Corte d'assise di Foggia, riconobbe il tunisino colpevole degli omicidi di Maria Totaro, Maria Valente, Angela Sansone e Lucia Nico e lo condannò per ognuno di questi alla pena dell'ergastolo. Solo 11 anni dopo, nel 2008, grazie alle sue confessioni del 10 febbraio 2006, Sebai fu riconosciuto colpevole anche dell'omicidio di Anna Maria Stella e di Celeste Madonna: per quest'ultimo ricevette una condanna aggiuntiva di 18 anni. Confessando gli omicidi inizialmente a lui non attribuiti, Sebai disse di aver sempre agito da solo e in stato di ubriachezza, e che tutte le altre persone in carcere erano innocenti per cui voleva contribuire alla loro scarcerazione. Sostenne inoltre che il suo avvocato al processo, Maria Letizia Serra, gli aveva impedito di confessare e che doveva liberarsi di questo peso enorme sulla coscienza.

### La morte
La mattina del 15 dicembre 2012 Sebai tentò il suicidio impiccandosi alle sbarre della sua cella nel carcere di Padova. Fu ritrovato dalle guardie ancora vivo e venne trasportato d'urgenza in ospedale, dove però morì poche ore dopo.